# Amaziliasmaragd
Amaziliasmaragd (Amazilis amazilia) är en fågel i familjen kolibrier.

## Utseende
Amaziliasmaragden är en grön och kastanjebrun kolibri med svartspetsad röd näbb. I större delen av utbredningsområden har den grön strupe, vitt bröst och kastanjebrunt på buk och stjärt. I söder är dock det vita på bröstet begränsad eller frånvarande och strupen är blå eller blå grön. Längst i norr är stjärten mestadels grön och i Anderna i södra Ecuador är undersidan mestadels vit med endast begränsat med kastanjebrunt.

## Utbredning och systematik
Fågeln förekommer i nordvästra Sydamerika, framförallt i Peru. Arten delas in i fem underarter, som i sin tur delas upp i tre underartsgrupper:
- dumerilii-gruppen
  - Amazilis amazilia dumerilii – förekommer utmed de lågt liggande sluttningarna som vetter åt Stilla havet, från Ecuador till norra Peru, och vid de östra sluttningarna i Zamoraflodens dalgång.
  - Amazilis amazilia azuay – förekommer i sydvästra Ecuador (Río Jubones i Azuay och norra Loja)
  - Amazilis amazilia alticola – förekommer i Anderna i södra Ecuador
  - leucophaea – förekommer i nordvästra Peru
- Amazilis amazilia amazilia – förekommer vid torra kuststräckor i västra Peru.
- Amazilis amazilia caeruleigularis – lägre bergsområden i sydvästra Peru (Nazcadalen i Ica)

### Släktestillhörighet
Arten placeras traditionellt i släktet Amazilia, men genetiska studier visar att arterna i släktet inte står varandra närmast. Den har därför flyttats till ett eget släkte, Amazilis.

## Levnadssätt
Amaziliasmaragden är en vanlig fågel i torra skogs- och buskmarker. Den är mer sparsam eller frånvarande i fuktigare områden.

## Status
Arten har ett stort utbredningsområde och internationella naturvårdsunionen IUCN kategoriserar arten som livskraftig. Beståndsutvecklingen är dock oklar.

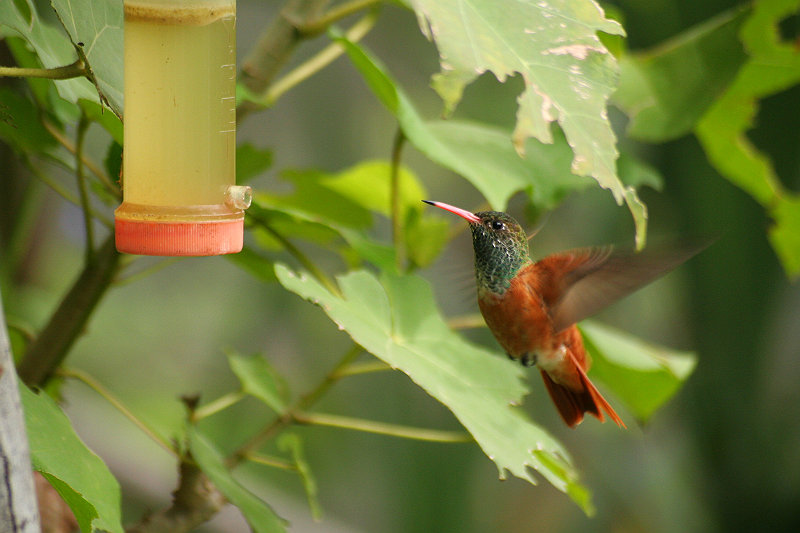
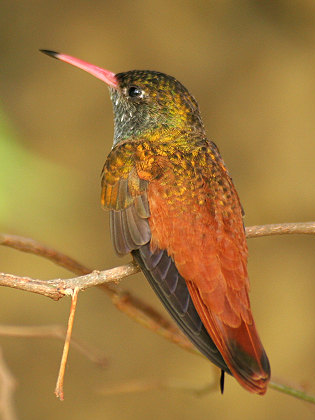